# Braccio di lettura

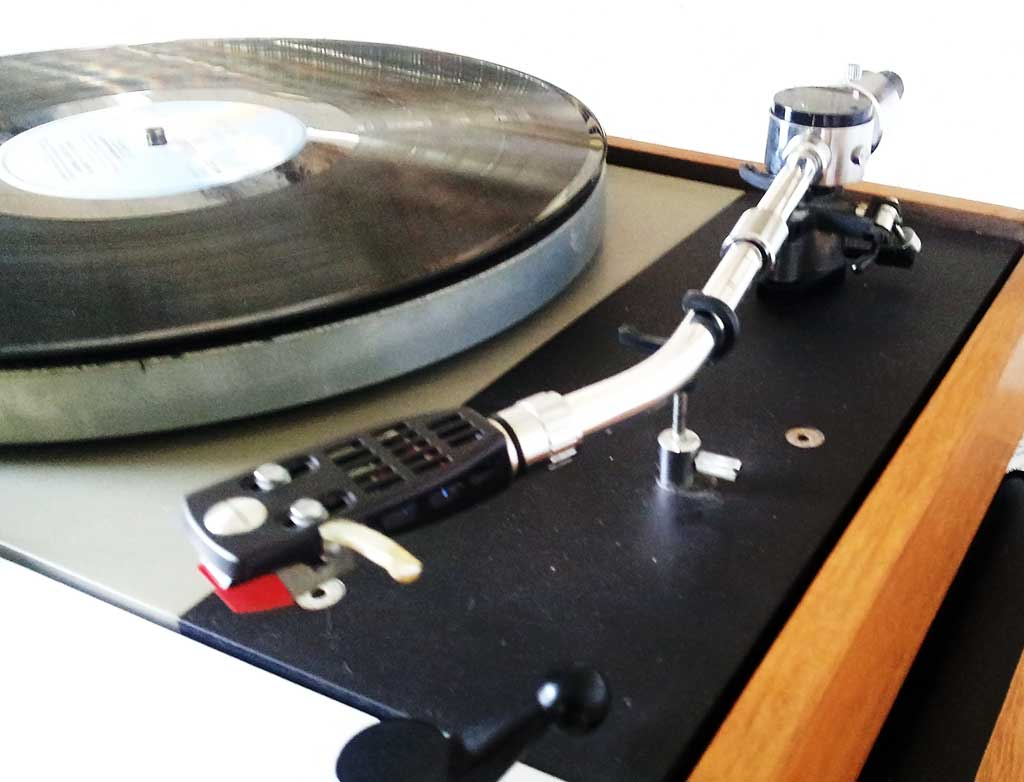
Braccio di lettura di un giradischi

Il braccio di lettura è la parte del giradischi collegata alla base che viene usata come supporto per l'appoggio della testina sul disco.

## Caratteristiche generali
Generalmente il braccio di lettura è collegato alla base del giradischi attraverso una vite o un meccanismo tale per cui il braccio possa ruotare sia in verticale che in orizzontale rispetto al giradischi stesso. Hanno il compito di sostenere la testina di lettura (comunemente nota come "puntina") e di isolare rumori e vibrazioni provenienti dal mondo esterno.
Le caratteristiche comuni a tutti i bracci devono essere:
- Leggerezza e rigidità
- Costruzione con materiali leggeri (alluminio, carbonio, titanio e nei casi più economici anche plastica)
- Devono essere vuoti al loro interno, sia per ridurne il peso sia a poter inserire i cavi audio della testina all'interno di essi.
- Devono essere intercambiabili (alcuni giradischi di fascia economica non permettono il cambio del braccio di lettura).

## Tipologie
I bracci di lettura possono essere:
- Dritti: sono i più diffusi e sono i più semplici, soffrono dell'errore tangenziale ma sono facilmente regolabili e il loro comportamento è prevedibile matematicamente. Per la regolazione dell'errore tangenziale si utilizza un'apposita dima che ne permette la limitazione. Questi bracci possono essere in alluminio, metallo, carbonio o altri materiali ma generalmente devono essere leggeri e non deformabili.
- A esse: sono bracci di lettura la cui forma simula una "S" se visti dall'alto. Questo tipo di braccio viene utilizzato ancora in alcuni giradischi (si trova soprattutto nei giradischi per DJ) ed è sfruttato soprattutto per la sua facile manovrabilità. Sono strutturalmente più complessi dei bracci di lettura dritti ma al contempo, in taluni casi offrono letture e prestazioni migliori di questi ultimi. Soffrono anch'essi dell'errore di lettura tangenziale.
- Tangenziali: che, scorrendo su di una guida fissa, compiono un movimento parallelo al raggio del disco (anziché un movimento ad arco di cerchio come gli altri tipi). Sono i bracci di lettura più rari, generalmente utilizzati in giradischi Hi-end o cosiddetti Esoterici, (alcuni dei quali possono ospitare sulla propria base anche tre bracci contemporaneamente), sono gli unici bracci esenti dall'errore di lettura tangenziale. Necessitano, per il loro funzionamento, di sofisticati sistemi di servocontrollo, meccanici, idraulici o elettronici, che rendono questi bracci solitamente più costosi rispetto ai bracci imperniati.